# Darren Van Impe
Darren Cyril Van Impe, född 18 maj 1973, är en kanadensisk före detta professionell ishockeyback som tillbringade nio säsonger i den nordamerikanska ishockeyligan National Hockey League (NHL), där han spelade för Mighty Ducks of Anaheim, Boston Bruins, New York Rangers, Florida Panthers, New York Islanders och Columbus Blue Jackets. Han producerade 115 poäng (25 mål och 90 assists) samt drog på sig 397 utvisningsminuter på 411 grundspelsmatcher. Van Impe spelade också för Hamburg Freezers och DEG Metro Stars i Deutsche Eishockey Liga (DEL); Baltimore Bandits och Syracuse Crunch i American Hockey League (AHL); San Diego Gulls i International Hockey League (IHL) samt Prince Albert Raiders och Red Deer Rebels i Western Hockey League (WHL).
Han draftades av New York Islanders i sjunde rundan i 1993 års draft som 170:e spelare totalt.
Efter spelarkarriären har Van Impe arbetat bland annat med fastigheter.
Han är syssling till Ed Van Impe.

## Statistik
| 1989–1990  | Prince Albert Raiders   | SMAAAHL    | 32  | 16 | 31  | 47  | 100 | —  | — | —  | —  | —  |
|            | Prince Albert Raiders   | WHL        | 1   | 0  | 1   | 1   | 0   | —  | — | —  | —  | —  |
| 1990–1991  | Prince Albert Raiders   | WHL        | 70  | 15 | 45  | 60  | 57  | 3  | 1 | 1  | 2  | 2  |
| 1991–1992  | Prince Albert Raiders   | WHL        | 69  | 9  | 37  | 46  | 129 | 8  | 1 | 5  | 6  | 10 |
| 1992–1993  | Red Deer Rebels         | WHL        | 54  | 23 | 47  | 70  | 118 | 4  | 2 | 5  | 7  | 16 |
| 1993–1994  | Red Deer Rebels         | WHL        | 58  | 20 | 64  | 84  | 125 | 4  | 2 | 4  | 6  | 6  |
| 1994–1995  | Mighty Ducks of Anaheim | NHL        | 1   | 0  | 1   | 1   | 4   | —  | — | —  | —  | —  |
|            | San Diego Gulls         | IHL        | 76  | 6  | 17  | 23  | 74  | 5  | 0 | 0  | 0  | 0  |
| 1995–1996  | Mighty Ducks of Anaheim | NHL        | 16  | 1  | 2   | 3   | 14  | —  | — | —  | —  | —  |
|            | Baltimore Bandits       | AHL        | 63  | 11 | 47  | 58  | 79  | —  | — | —  | —  | —  |
| 1996–1997  | Mighty Ducks of Anaheim | NHL        | 74  | 4  | 19  | 23  | 90  | 9  | 0 | 2  | 2  | 16 |
| 1997–1998  | Mighty Ducks of Anaheim | NHL        | 19  | 1  | 3   | 4   | 4   | —  | — | —  | —  | —  |
|            | Boston Bruins           | NHL        | 50  | 2  | 8   | 10  | 36  | 6  | 2 | 1  | 3  | 0  |
| 1998–1999  | Boston Bruins           | NHL        | 60  | 5  | 15  | 20  | 66  | 11 | 1 | 2  | 3  | 4  |
| 1999–2000  | Boston Bruins           | NHL        | 79  | 5  | 23  | 28  | 73  | —  | — | —  | —  | —  |
| 2000–2001  | Boston Bruins           | NHL        | 31  | 3  | 10  | 13  | 41  | —  | — | —  | —  | —  |
| 2001–2002  | New York Rangers        | NHL        | 17  | 1  | 0   | 1   | 12  | —  | — | —  | —  | —  |
|            | Florida Panthers        | NHL        | 36  | 1  | 6   | 7   | 31  | —  | — | —  | —  | —  |
|            | New York Islanders      | NHL        | 14  | 1  | 2   | 3   | 16  | 7  | 0 | 4  | 4  | 8  |
| 2002–2003  | Columbus Blue Jackets   | NHL        | 14  | 1  | 1   | 2   | 10  | —  | — | —  | —  | —  |
|            | Syracuse Crunch         | AHL        | 6   | 1  | 4   | €   | 8   | —  | — | —  | —  | —  |
| 2003–2004  | Hamburg Freezers        | DEL        | 51  | 9  | 22  | 31  | 115 | 10 | 3 | 5  | 8  | 35 |
| 2004–2005  | Hamburg Freezers        | DEL        | 49  | 7  | 29  | 36  | 82  | 5  | 1 | 1  | 2  | 8  |
| 2005–2006  | Hamburg Freezers        | DEL        | 39  | 7  | 22  | 29  | 117 | 6  | 0 | 3  | 3  | 14 |
| 2006–2007  | DEG Metro Stars         | DEL        | 45  | 8  | 18  | 26  | 94  | 9  | 2 | 5  | 7  | 24 |
| 2007–2008  | DEG Metro Stars         | DEL        | 42  | 5  | 16  | 21  | 78  | 12 | 0 | 7  | 7  | 12 |
| NHL totalt | NHL totalt              | NHL totalt | 411 | 25 | 90  | 115 | 397 | 33 | 3 | 9  | 12 | 28 |
| DEL totalt | DEL totalt              | DEL totalt | 226 | 36 | 107 | 143 | 486 | 42 | 6 | 21 | 27 | 93 |
| AHL totalt | AHL totalt              | AHL totalt | 69  | 12 | 51  | 63  | 87  | —  | — | —  | —  | —  |
| WHL totalt | WHL totalt              | WHL totalt | 252 | 67 | 194 | 261 | 429 | 19 | 6 | 15 | 21 | 34 |